# Apel·lació al rancor
Una apel·lació al rancor (llatí: argumentum ad odium) és una fal·làcia en què algú intenta guanyar-se el favor d'un argument mitjançant l'explotació dels sentiments existents d'amargor, despit o mal aliè de la part contrària. És un intent d'influir en el públic emocionalment fent servir l'associació d'una figura odiada amb oposició a l'argument de l'orador.
Les fal·làcies ad hominem que ataquen sostenint el punt de vista oposat sovint es confonen amb les apel·lacions al rancor. L'ad hominem pot ser una crida similar a una emoció negativa, però es diferencia d'ella perquè no critica directament a l'objectiu, és a dir que no és necessàriament una apel·lació al rancor, on se suposa que l'odi ja és existent.